# Rabínský dům (Polná)

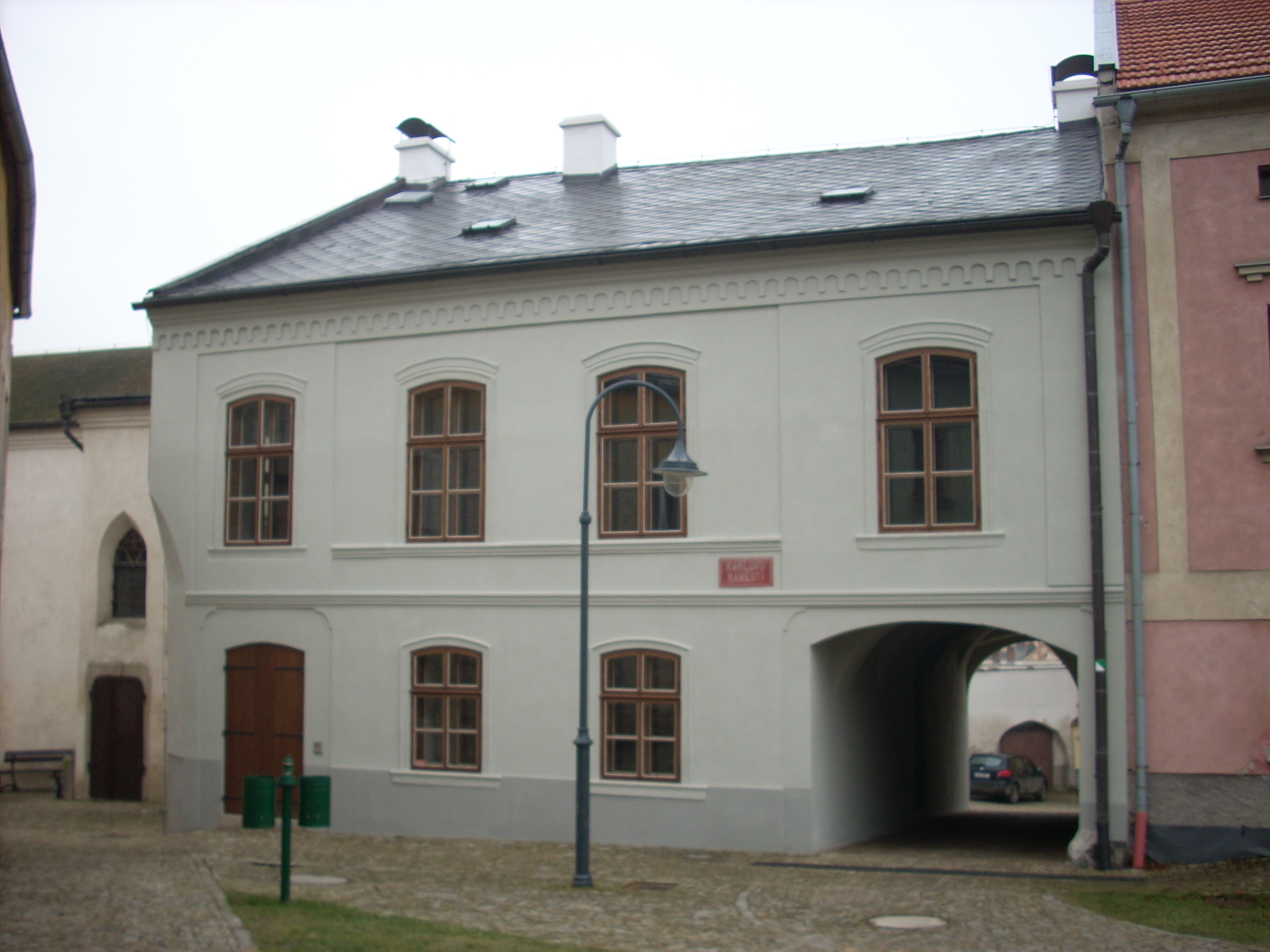
Pohled na dům z vrchní části náměstí

Rabínský dům (také Židovský obecní dům XIX) se nachází na Karlově náměstí čp. 541 v Polné. Sloužil nejen jako sídlo rabína, ale také jako obecní dům s obchodem. Patří mezi kulturní památku ČR a byl za Kraj Vysočina vybrán jako nejlepší příklad obnovy kulturních památek za rok 2013. Hlavní expozice ve třech sálech v patře rabínského domu je věnována hilsneriádě s názvem „Jeviště antisemitismu. Případ Leopolda Hilsnera“, doplněna stálou expozicí urbanismu ghetta v přízemí.

## Historie
Dům vznikl dostavbou jednoho patra sousedního domu v roce 1717, jehož součástí se stala i starší rituální lázeň v podzemí. V přízemí býval obchod – koloniál, černá kuchyně s chlebovou pecí, byt šámese a vstupní místnost k mikve, v patře bývala dále rabínská kancelář, byt rabína a od roku 1780 tzv. rabínská kaple (též malá synagoga) se 30 místy sloužící jako zimní modlitebna. Mezi léty 1785 až 1850 zde sídlila také obecní židovská škola. Po velkém požáru roku 1863 obec odkoupila přízemí obecního domu za 530 zlatých, které již zůstalo od té doby trvale v jejím vlastnictví. Nízká přístavba před jižním průčelím sloužila do roku 1887 jako márnice a místnost pro očistu (bejt tahara). Poslední rabín David Alt byl v Polné činný v letech 1913 až 1920, později sem zajížděl rabín Richard Feder z Kolína.

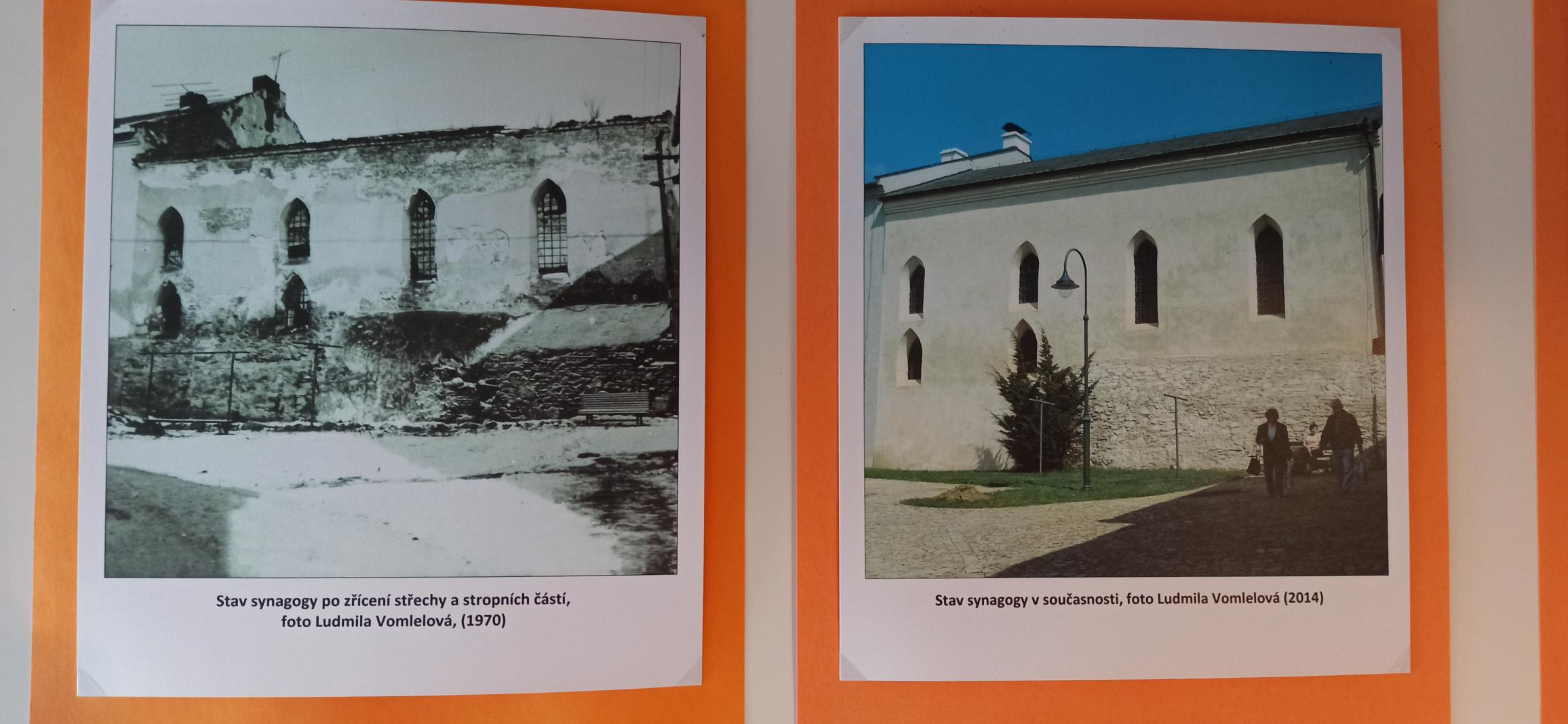
Fotografie Rabínského domu

## Architektura
Obdélná stavba vystavěna v barokním stylu s fasádami upravenými v duchu romantického historismu je v přízemí prolomena asymetricky umístěným klenutým průjezdem. Z důvodu velkého požáru v Polné byl objekt několikrát opravován a v roce 2014 byl zrekonstruován do podoby podobné původní. Byla obnovena také zimní modlitebna – do niky zde je opět osazen původní áron a doplněny lavice. Obnovena je původní výmalba, restaurovány zbytky původní.

## Galerie

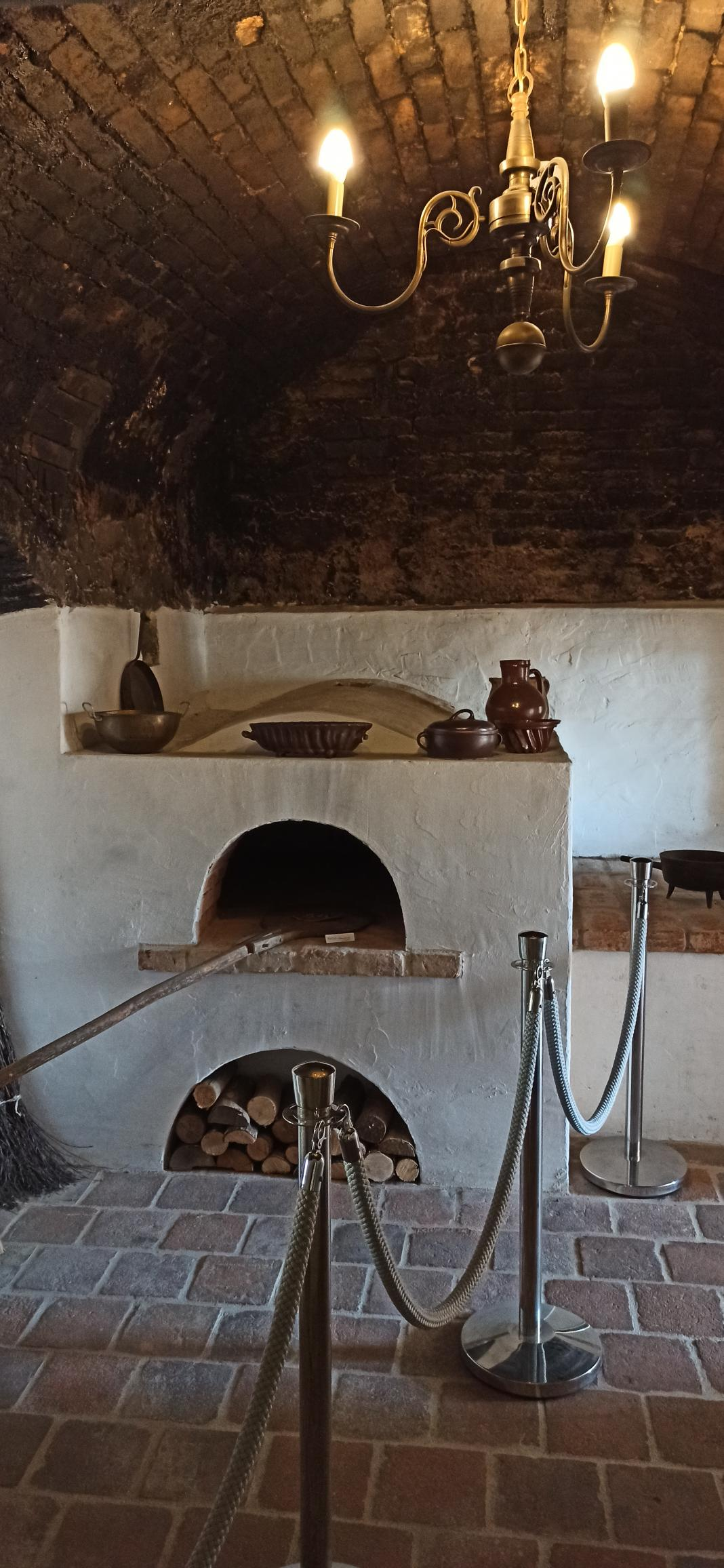
Pec v černé kuchyni
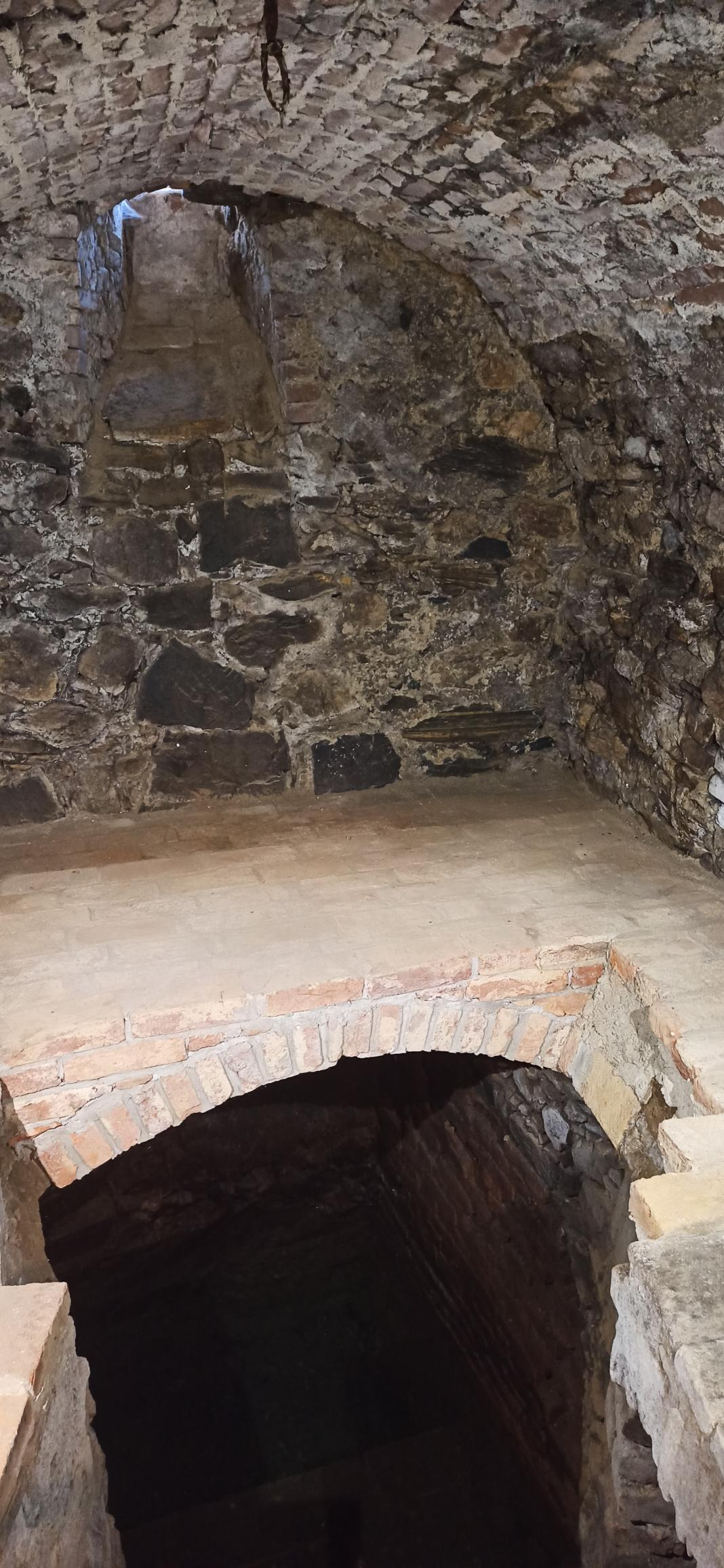
Vstup do mikve
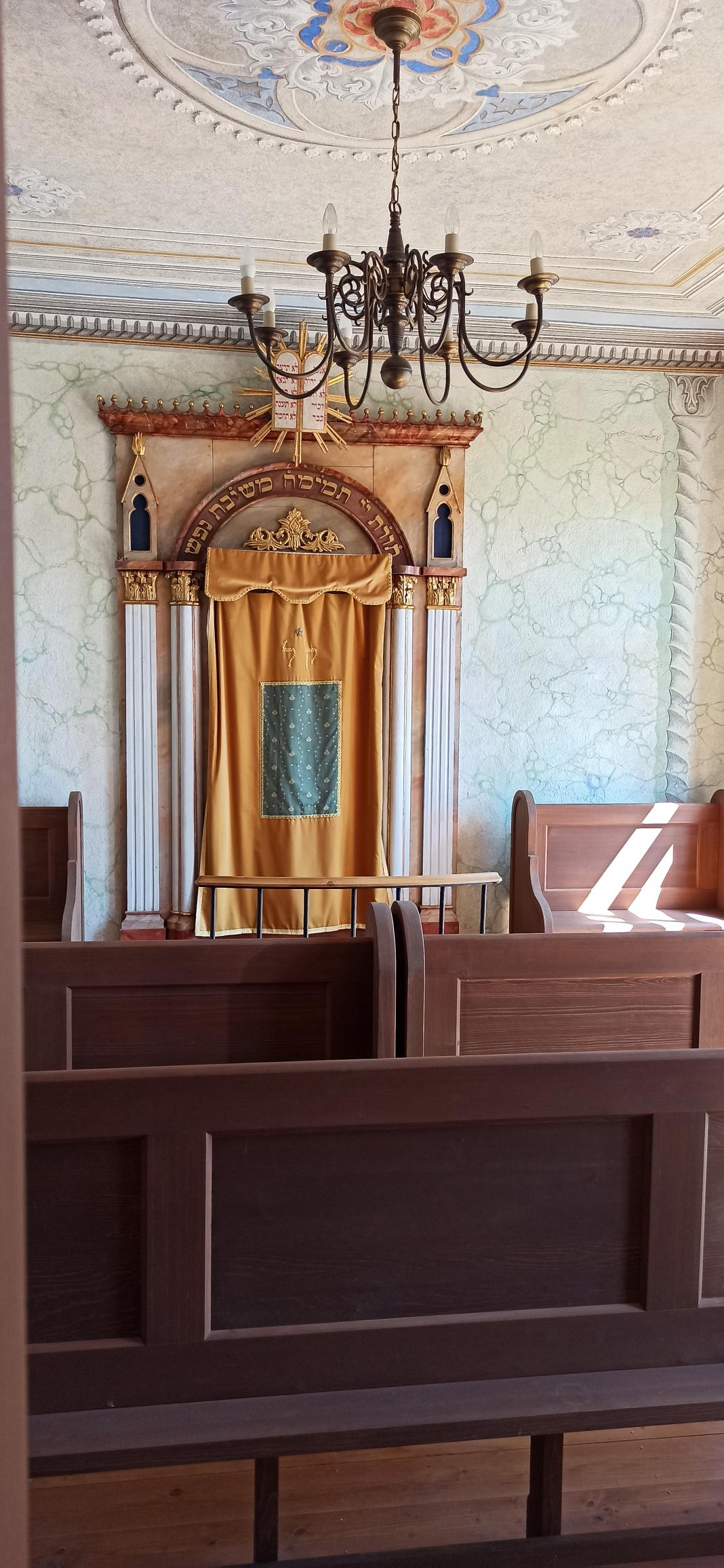
Áron v zimní modlitebně
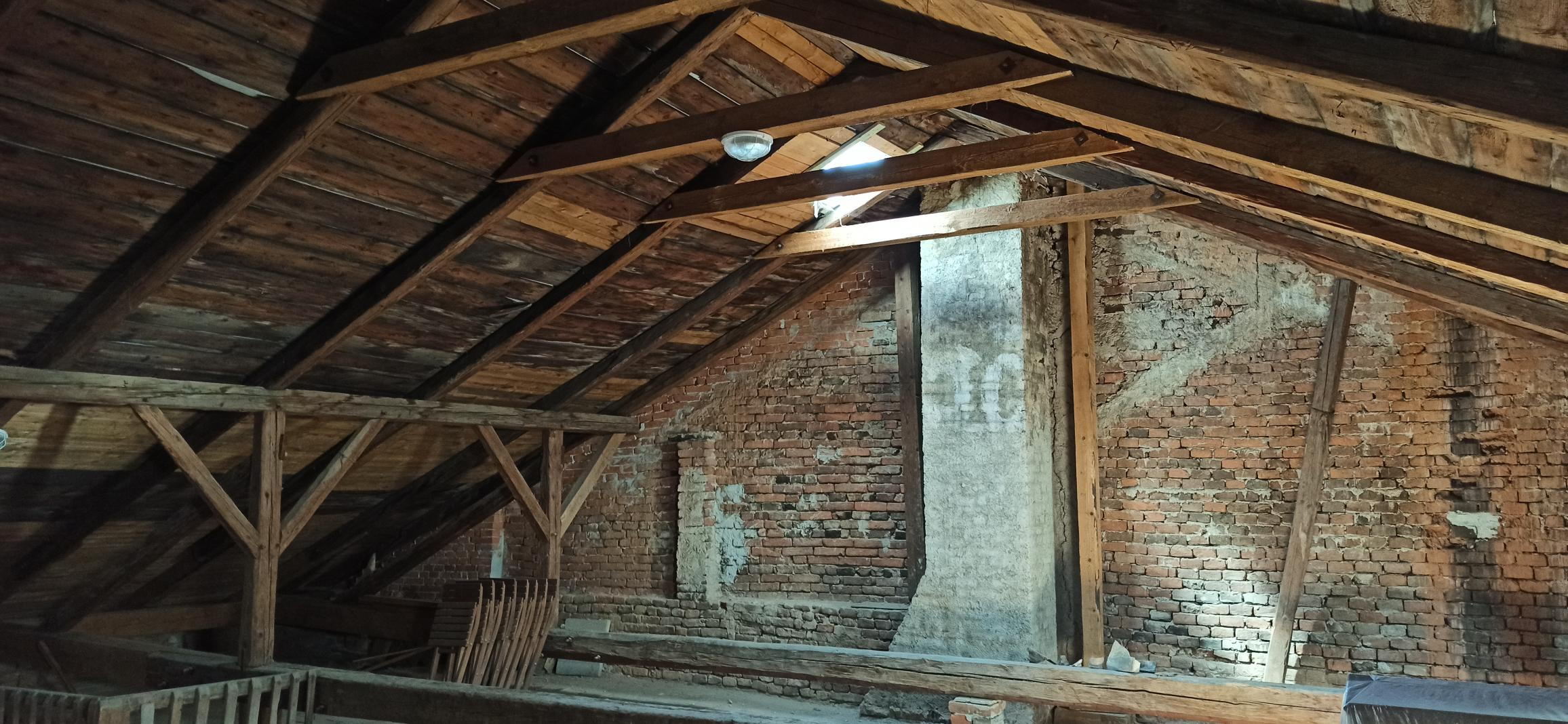
Podkroví
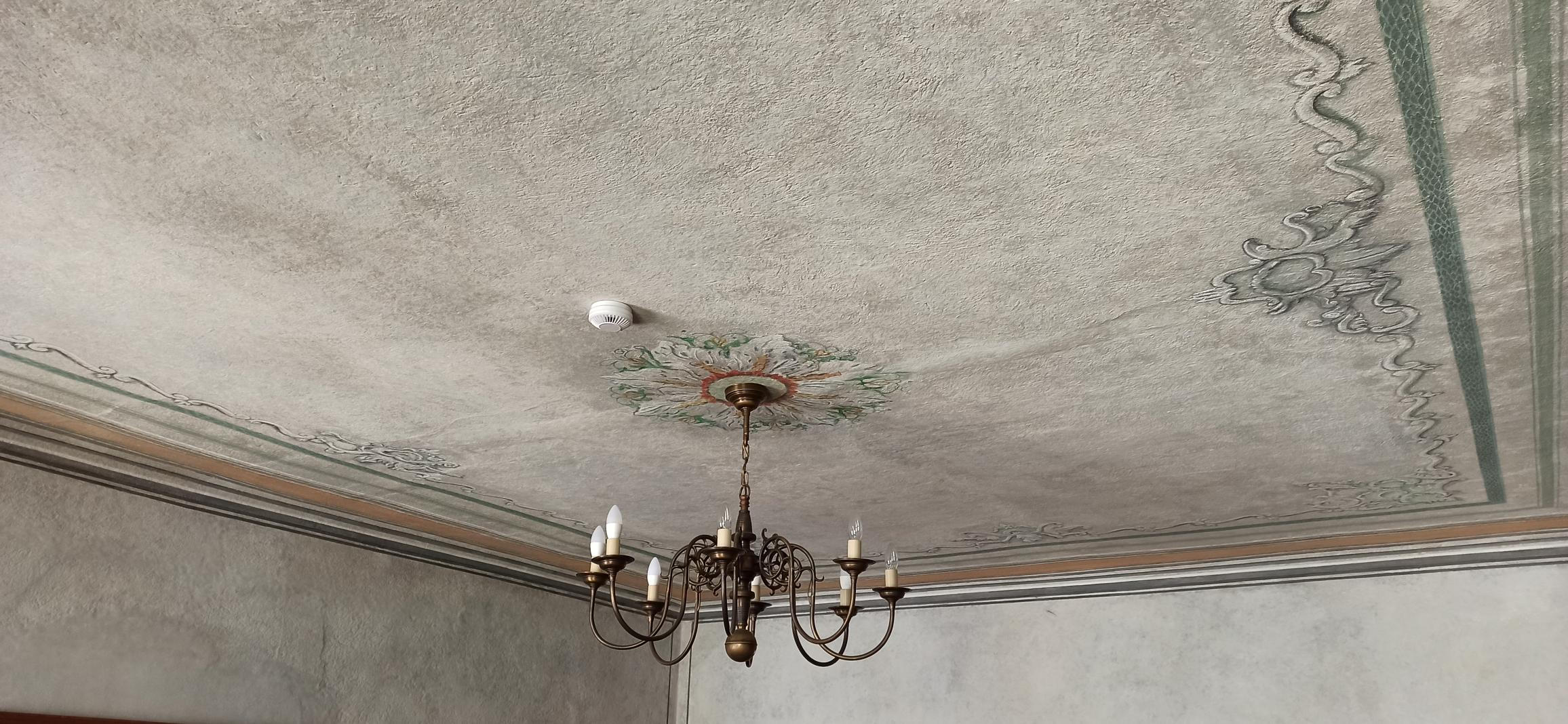
Ozdobený strop s lustrem
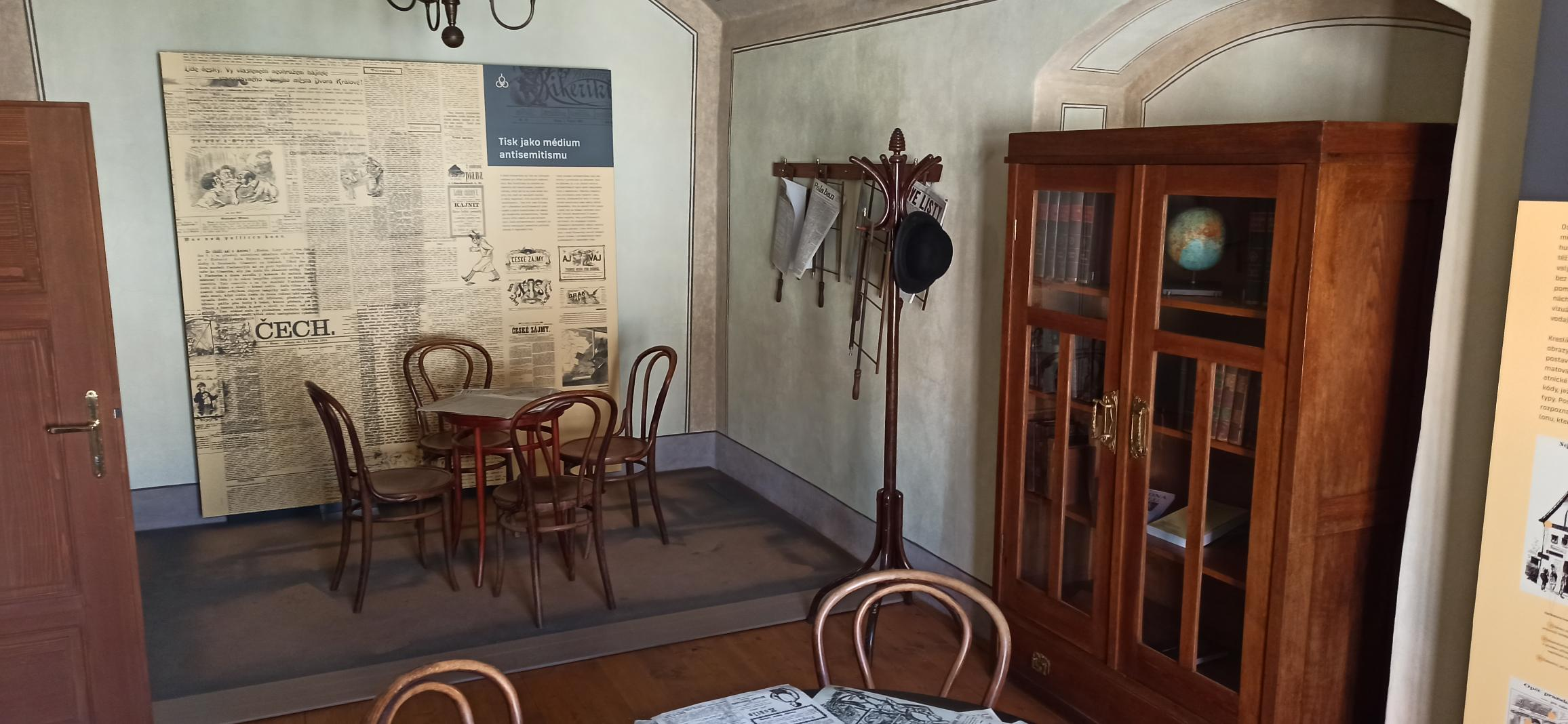
Část expozice v Rabínském domě
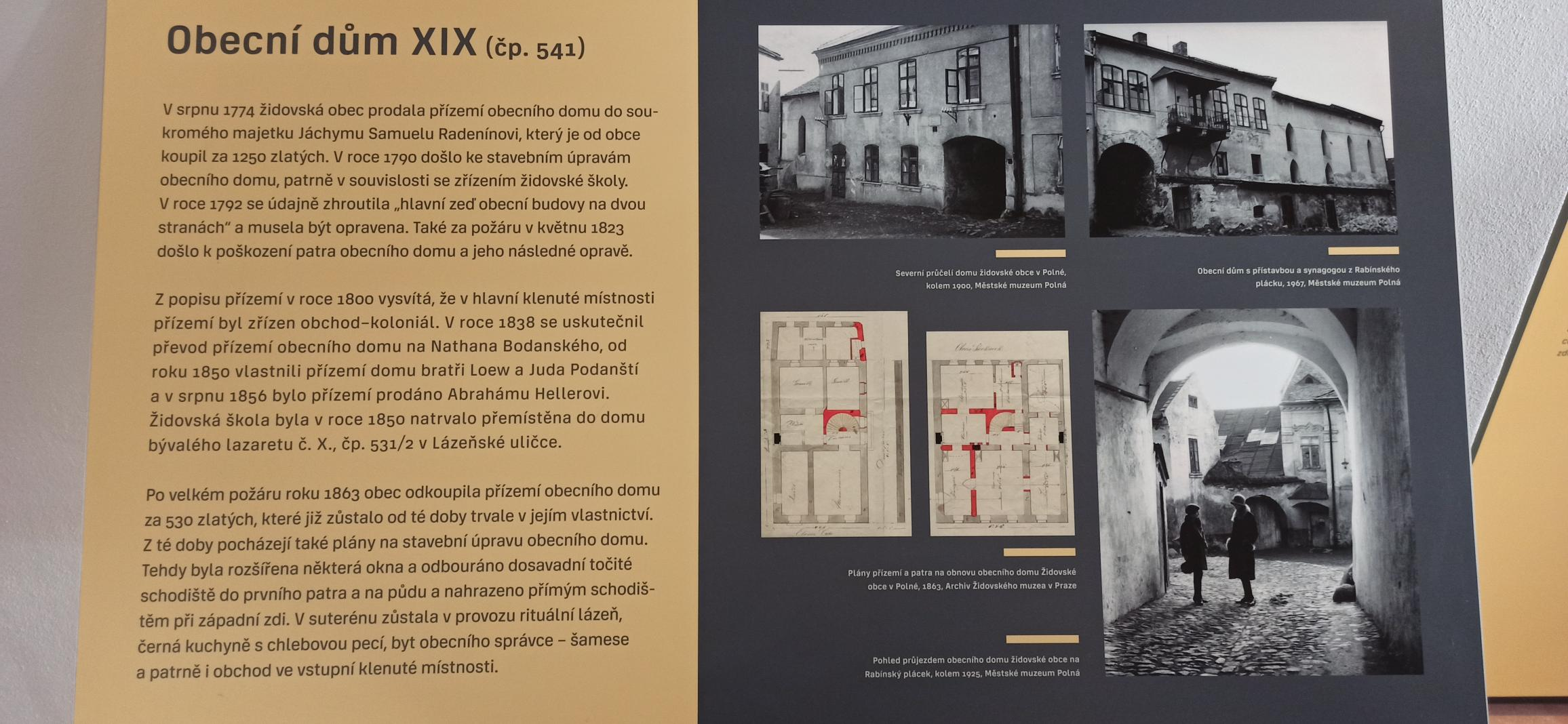
Informační panel v přízemní expozici
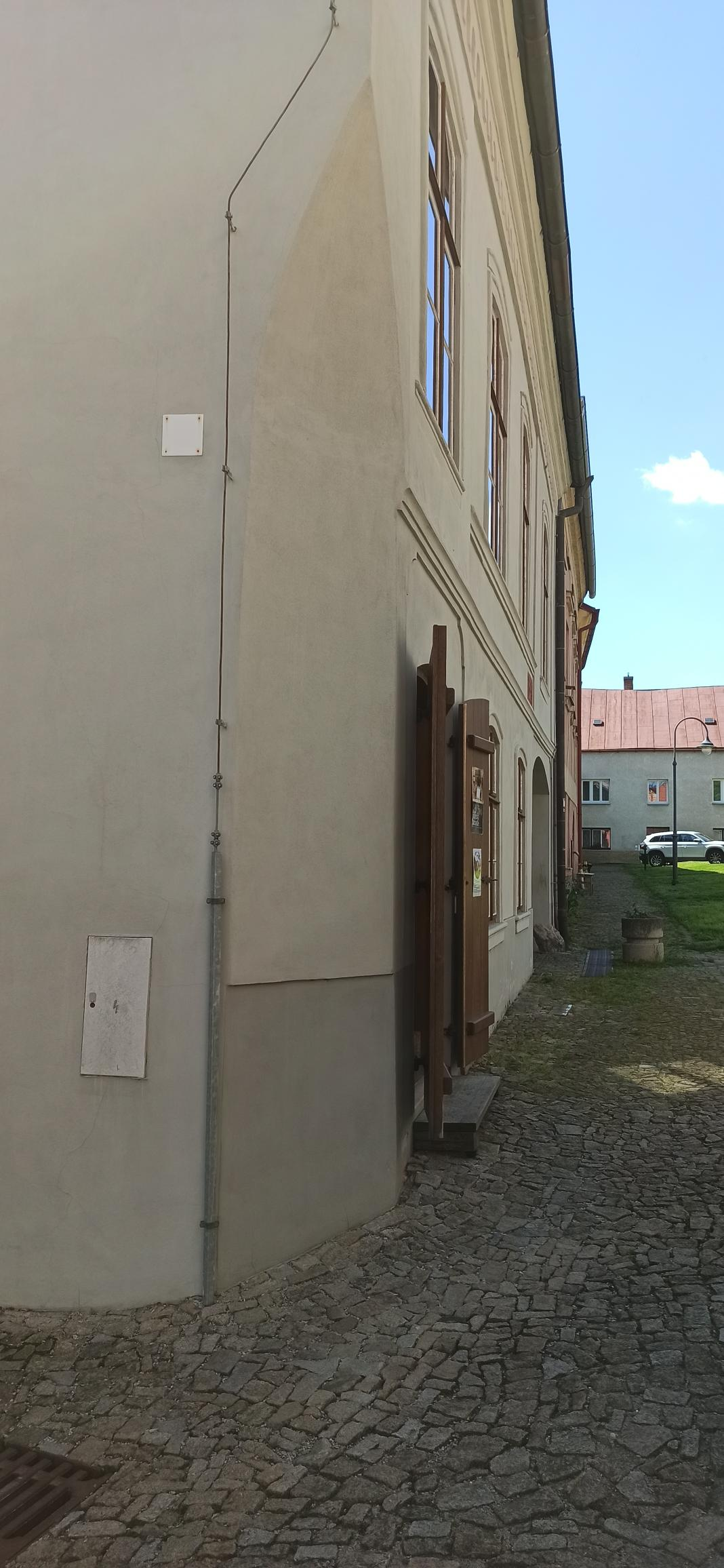
Pohled na hlavní vstup do domu